# 梅村昌弘
梅村 昌弘(うめむら まさひろ、Raphael Masahiro Umemura、1952年6月14日 - )は、日本のカトリック教会聖職者でカトリック横浜司教区司教。カトリック司教協議会教会行政法制委員会委員長、財務委員会委員長、かつ典礼委員会担当司教を兼任。洗礼名は「ラファエル」。

## 経歴
1952年6月14日、神奈川県横浜市に生まれる。1972年に栄光学園を卒業し、 1985年3月21日に司祭叙階。横浜市のカトリック末吉町教会の助任を経て1986年から5年間、ローマの教皇庁立ウルバノ大学で教会法を学んだ。
帰国後は東京カトリック神学院の学務担当及び教授を務め、1999年3月27日に教皇ヨハネ・パウロ2世によりカトリック横浜教区司教に任命。
司教任命に対し、濱尾文郎前教区長は「教会法と神学に造詣の深い梅村新司教様が、横浜教区のためばかりでなく、日本の教会、アジアの教会、そして世界の教会のために大いに貢献してくださることを、今から楽しみにしております」とコメントした。
同年5月15日に横浜・雙葉学園で白柳誠一枢機卿・東京大司教の主司式で司教に叙階され、司教叙階式には司教18名、司祭200名が参加した。

## 人物
2015年の読売新聞のインタビューでは、かつてのカトリック教会は勝利主義に陥っており、第2バチカン公会議により自らの過ちを謙虚に認め、「自らを正し、他に臨むべきことに気づいた」と述べている。
太平洋戦争の戦争史跡であるカトリック清水教会の建て替えか保存を巡る問題では、市民グループ「平和遺産・聖堂を保存する会」は8000人を超える署名を集めて駐日バチカン大使やカトリック中央協議会会長で長崎大司教区の髙見三明大司教、横浜教区の梅村司教宛に送付したが、耐震補強の理由から2020年8月21日付の文書で建て替えを通知した。